# Hélène Bruller
Hélène Bruller é ilustradora e autora de quadrinhos franceses, nascida em 22 de julho de 1968 em Boulogne-Billancourt

## Biografia
Hélène Bruller é a neta do escritor Jean Bruller, mais conhecido pelo seu pseudônimo de Vercors. Ela estudou na Escola Nacional Superior de Artes Decorativas, em Paris, em seguida, começou uma carreira como designer e ilustradora. Ela é autora de quadrinhos e livros infantis. 
Ela fundou linha editorial PoP!, especializada na adaptação de romances em quadrinhos para jovens. Seu humor é orientado para uma crítica de tipos humanos e personalidades diferentes. Sua escrita ingênua, falsamente infantil, dá um tom ainda mais inusitado ao seu trabalho. 

## Publicações em português
No Brasil, Hélène Bruller publicou Eu quero o príncipe encantado e Aparelho Sexual e Cia. O primeiro saiu pela Conrad Editora e o segundo pela Cia das Letras. 

## Prêmios
Seleção do prêmio Artémisia 2016 pelo livro Larguées, avec Véronique Grisseaux e Sophie Chédru.

## Polêmicas
No Brasil, Helénè Bruller protagonizou recentemente uma séria polêmica com o ex-deputado Jair Bolsonaro. Depois que o político criticou  Aparelho Sexual e Cia. no Jornal Nacional, a autora veio a público, insinuando, por meio de uma série de entrevistas concedidas à mídia brasileira,  que o incômodo do candidato se deve a suas próprias obsessões e neuroses:  Eu acho que lá no fundo do Bolsonaro existe um pequeno garoto, o petit Jair, que teria adorado que, na sua infância, lhe tivessem dado de presente um exemplar de Aparelho Sexual e Cia ao invés de ficarem, com caras transtornadas, berrando e dizendo para ele: “Petit Jair, você vai para o inferno se se masturbar”